# Lav pivo

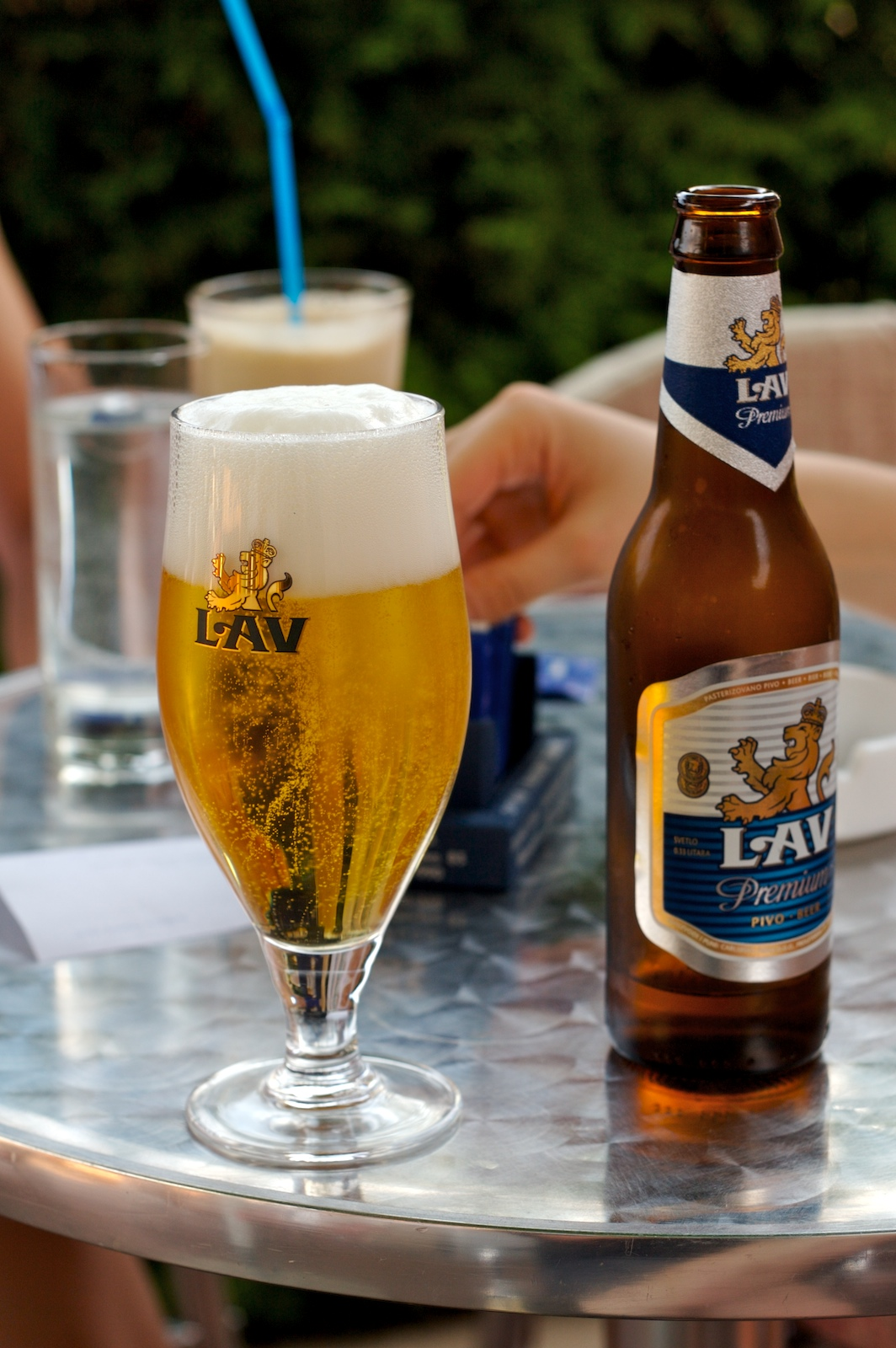

La Lav pivo est une bière brassée par Carlsberg Srbija à Čelarevo, en Serbie, créée par Lazar Dunđerski. La brasserie produit trois variétés : une à 5,2 % alcool, une autre à 7 % nommée Lav 7 et une Lav Premium.